# Палацоне (Салерно)
Палацоне је насеље у Италији у округу Салерно, региону Кампанија.
Према процени из 2011. у насељу је живело 10 становника. Насеље се налази на надморској висини од 286 м.